# Передній привід

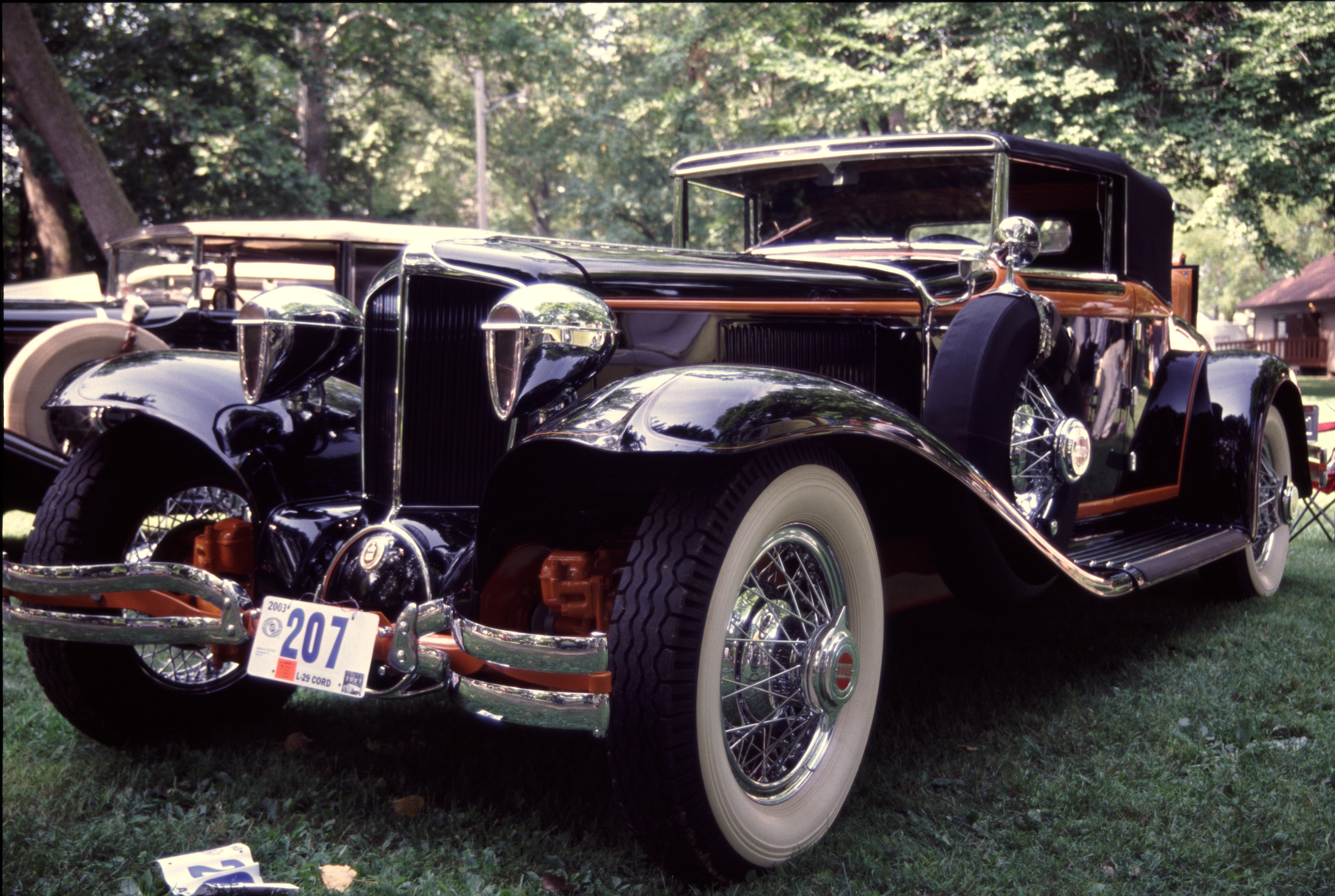
Cord L-29 — перший серійний передньопривідний автомобіль.

Передній привід — конструкція трансмісії автомобіля, при якій крутний момент, що створюється двигуном, передається на передні колеса.
Вперше використаний 1898 на автомобілі компанії Gräf & Stift (патент 1900). Першою у світі працездатні авто з переднім приводом презентувала компанія французька компанія Tracta 1927. Вперше серійно був застосований в США на автомобілях Alvis FWD FA (1928) і Cord L-29 (1929). Масове поширення отримав в шістдесяті і сімдесяті роки. У наш час[коли?] є найбільш поширеним, особливо на відносно невеликих автомобілях.

## Передній привід, Двигун спереду (FF)

Схема FF

Двигун спереду, передній привід, FF (англ. Front-engine, Front-wheel drive). Таке компонування зазвичай вибирають завдяки її компактності. Вона відбирає значно менше місця, ніж будь-яка інша, і дозволяє проектувати значну частину автомобіля більш гнучко. У порівнянні з FR, це компонування виключає потребу робити центральний тунель чи більш високий кліренс для розміщення карданного валу, що передає потужність до задніх коліс. Подібно до компонувань RR та MR, FF розміщує важкий двигун над тяговими колесами, що збільшує силу зчеплення з дорогою. Оскільки кермовані колеса одночасно є тяговими, FF-автомобілі, зазвичай, вважаються кращими за FR-автомобілі в умовах снігу, багнюки або мокрого асфальту, ними простіше керувати водію середньої кваліфікації.
Однак, потужні автомобілі дуже рідко використовують компонування FF через те, що перенесення ваги при прискоренні розвантажує передні колеса і сильно зменшує їх зчеплення з покриттям, і це обмежує кількість ефективних кінських сил. Електронний контроль тягового зусилля (англ. electronic traction control) може запобігти буксуванню коліс, але значно зменшує переваги додаткової потужності.

## Передній привід, Двигун у колісній базі спереду (MF)

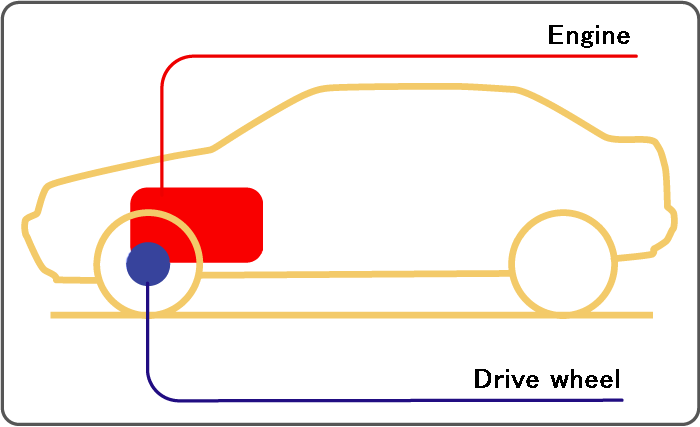
Схема MF

Двигун у колісній базі спереду, передній привід, MF (англ. Mid front-engine, Front-wheel drive). У протилежність до FF, центр мас двигуна знаходиться за передньою віссю. Це компонування зазвичай вибирають заради кращого розподілення ваги, бо найважчий компонент знаходиться біля центру машини, тим самим зменшується її момент інерції.
Однак, центральнорозташований двигун використовує місце посередині, і автомобіль виходить відносно довгим. Це може бути основною причиною, чому жоден виробник зараз не використовує таке компонування.
Приклади дорожніх авто із таким компонуванням — Cord 810-812, Citroën Traction Avant, Citroën DS, Saab Sonett mk1, та Citroën SM.
Традиційно, термін автомобіль із центральним розташуванням двигуна використовують для автомобілів, у яких двигун та коробка передач розташовані за водієм перед задньою віссю, як у Lamborghini Countach або Ferrari Testarossa. Але якщо двигун розташований перед водієм, але повністю за передньою віссю, то він також визначається як центральнорозташований.

## Передній привід, Двигун ззаду (RF)
Двигун ззаду, передній привід, RF (англ. Rear-engine, Front-wheel drive). Не було створено жодного автомобіля з таким компонуванням, бо воно не має жодної переваги: тягові колеса розвантажені, кермовані колеса розвантажені, під час прискорення вони розвантажуються ще більше, що додатково погіршує властивості автомобіля. На додаток, таке компонування буде схильне до надмірного кермування.